# Stuart Thomas Butler
Stuart Thomas Butler (* 4. Juli 1926 in Naracoorte, Australien; † 15. Mai 1982) war ein australischer theoretischer Kernphysiker.
Butler wuchs als Sohn eines aus Wales stammenden Schullehrers auf. Er studierte Mathematik und Physik an der University of Adelaide (Bachelor 1945, Master 1947) und promovierte 1951 an der Universität Birmingham, an der er seit 1949 mit einem Stipendium tätig war, bei Rudolf Peierls. Hier entstanden seine Pionierarbeiten über direkte Kernreaktionen, speziell Strippingreaktionen, und ihre Verwendung zur Bestimmung der Drehimpulsquantenzahlen diskreter Kernzustände. Mitte der 1960er Jahre setzte er diese Untersuchungen mit neuen Methoden fort. Danach war er an der Cornell University bei Hans Bethe und Edwin Salpeter, bevor er 1953 nach Australien zurückkehrte. 1954 wurde er Reader an der Universität Sydney bei Harry Messel. In dieser Zeit arbeitete er unter anderem mit John M. Blatt und M. R. Schafroth. 1959 wurde er Professor für Theoretische Physik und Plasmaphysik. 1970 bis 1973 war er Dekan der Fakultät. 1978 wurde er emeritiert.
Stuart Thomas Butler beschäftigte sich auch mit Energieverlusten in Plasmen, Tieftemperaturphysik (Supraleitung) und Absorption von Sonnenenergie in der Ozonschicht.
1977 erhielt er den Tom-W.-Bonner-Preis für Kernphysik. 1966 erhielt er die Thomas Rankin Lyle Medal. Er war Mitglied der Australischen Akademie der Wissenschaften. 1961 erhielt er von der Australian National University einen D. Sc.
1977 bis zu seinem Tod 1982 war er Direktor der Australian Atomic Energy Commission Research Establishment in Lucas Heights.

## Schriften
- On angular distribution of (d,p) and (d,n) nuclear reactions. In: Physical Review. Band 80, 1950, S. 1095.
- Direct nuclear reactions. In: Physical Review. Band 106, 1957, S. 272.
- mit anderen: A modern introduction to physics, Sydney, Horwitz-Grahame 1960, 1965
  - Band 1 mit John M. Blatt Mechanics of particles,
  - Band 2 mit Blatt Kinetic theory of matter and mechanics of solids
  - Band 3 Sound and Wave motion
  - Band 5 mit Harry Messel Atomic Physics
  - Band 6 mit Harry Messel Light and Optics[2]
- mit Harry Messel (Herausgeber) Focus on the Stars (International Science School for High School Students), Sydney, Shakespeare Head Press 1973
- mit Harry Messel (Herausgeber) Man in inner and outer space (International Science School for High School Students), Sydney, Shakespeare Head Press 1968